# Школа мистецтв Глазго
Школа мистецтв Глазго (The Glasgow School of Art, GSA) — це вища художня школа, яка пропонує ступені бакалавра і доктора філософії в галузі архітектури, образотворчого мистецтва та дизайну, знаходиться в Глазго, Шотландія.

## Опис
Школа розташована в кількох будівлях у центрі Глазго, на Гарнетхіллі. Найвідоміша з його будівель, яку побудували поетапно, у період між 1896—1909 роками, за проєктом видатного шотландського архітектора Чарльза Ренні Макінтоша. Незабаром «Mackintosh Building» став однією з культових визначних пам'яток міста і простояв понад 100 років. Це ікона стилю британського модерну. Будівлю серйозно пошкодила пожежа у травні 2014 року та знищила друга пожежа в червні 2018 року, залишився тільки згорілий остов.

## Галерея

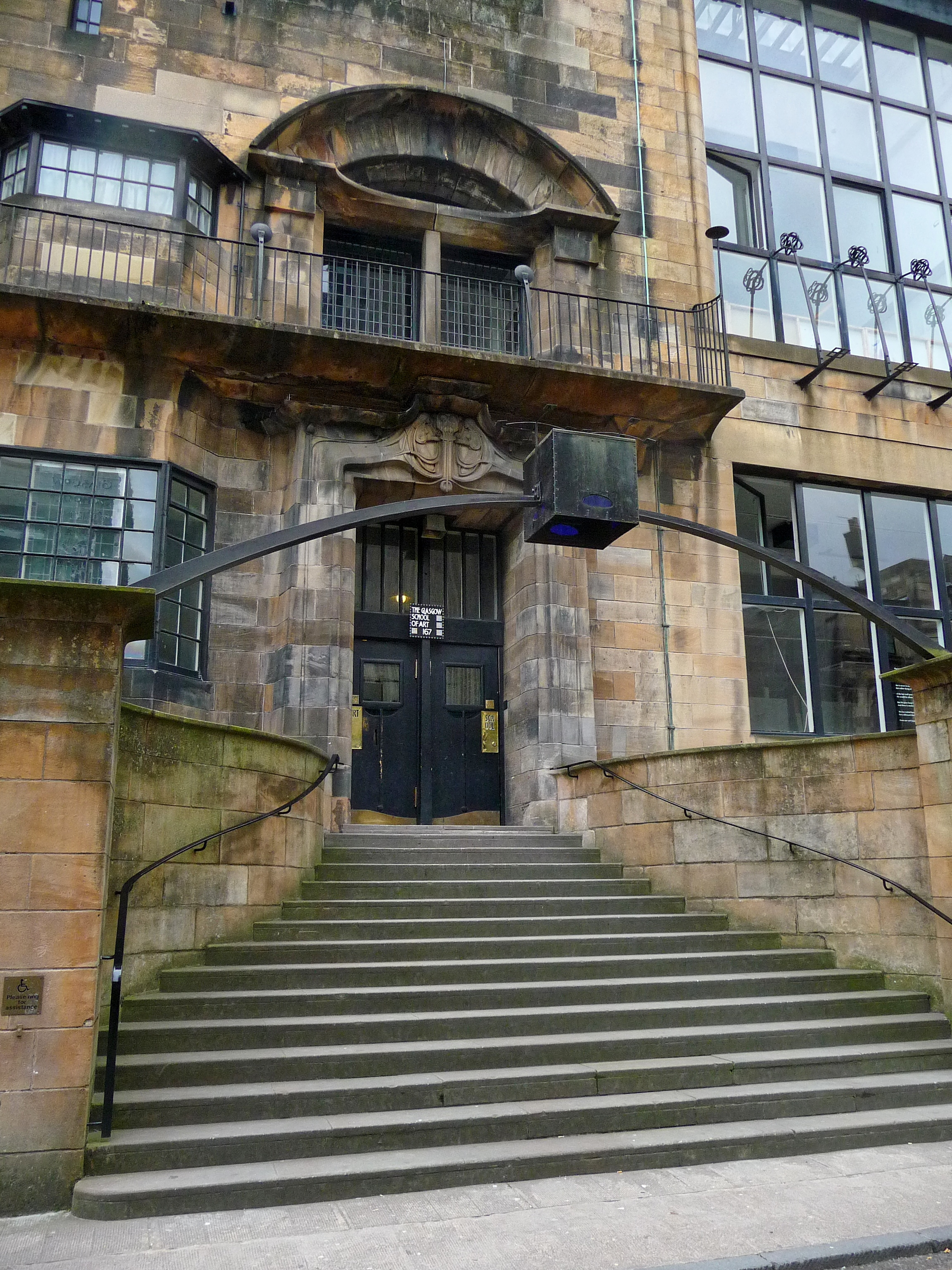
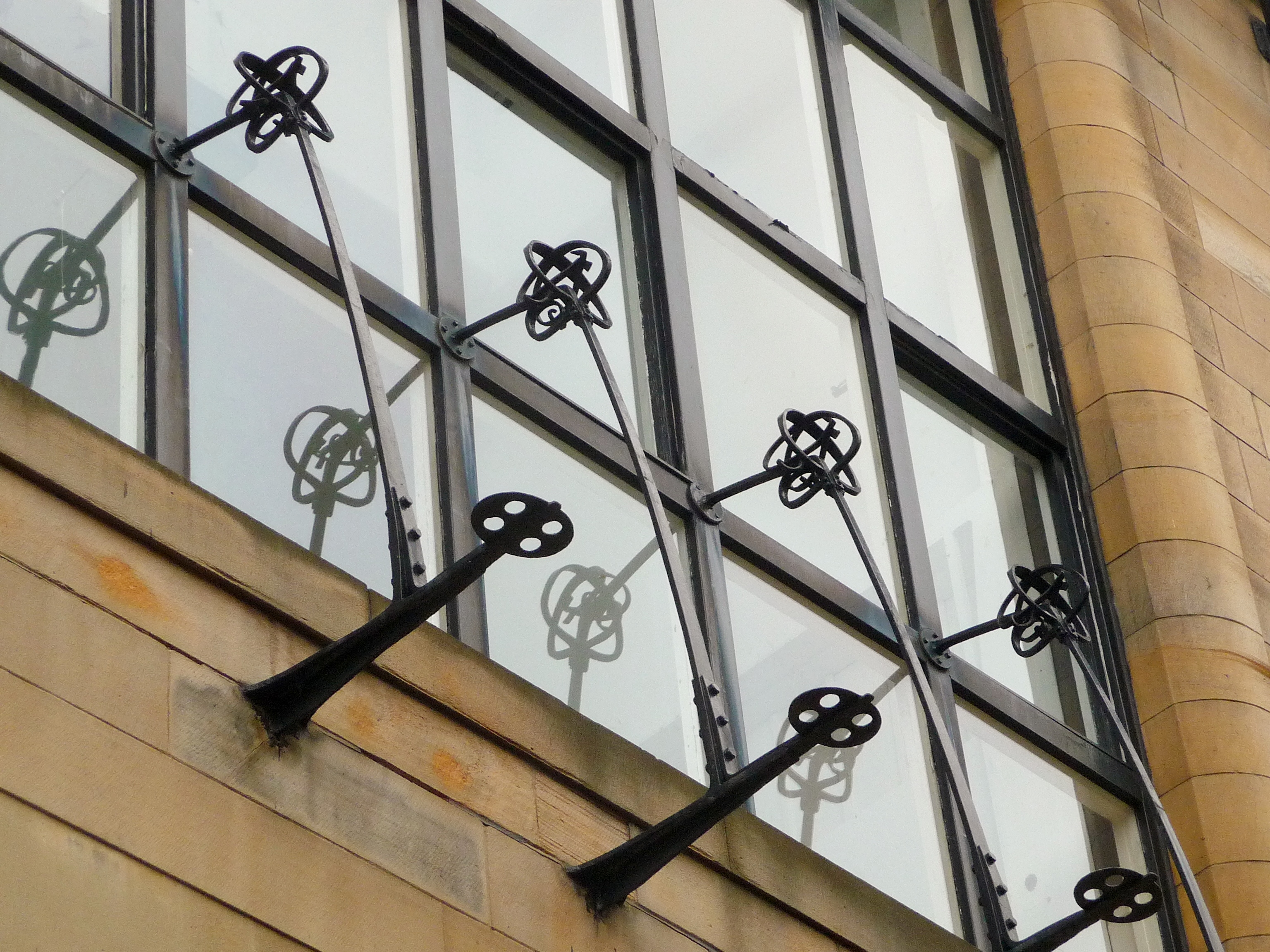
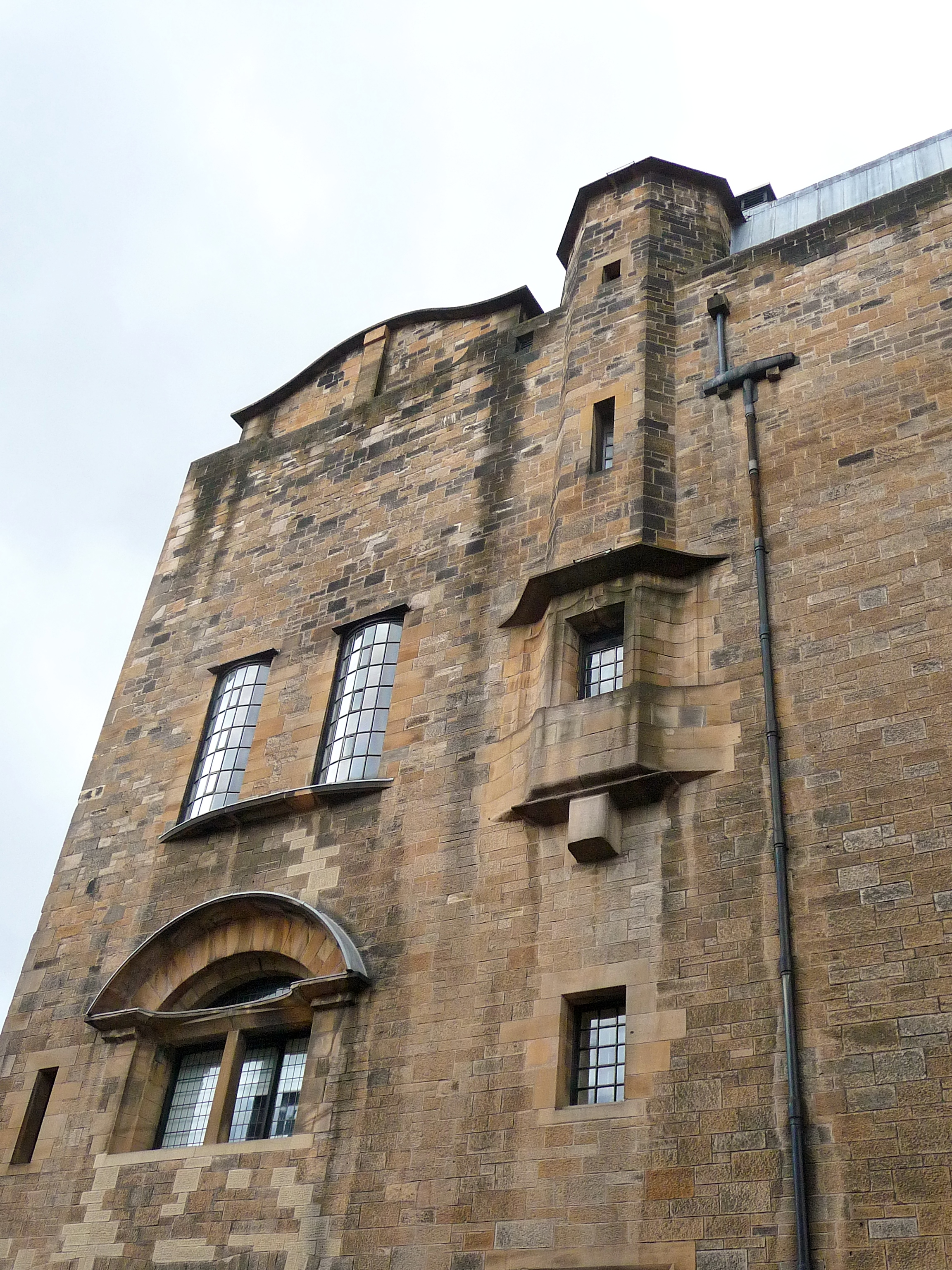
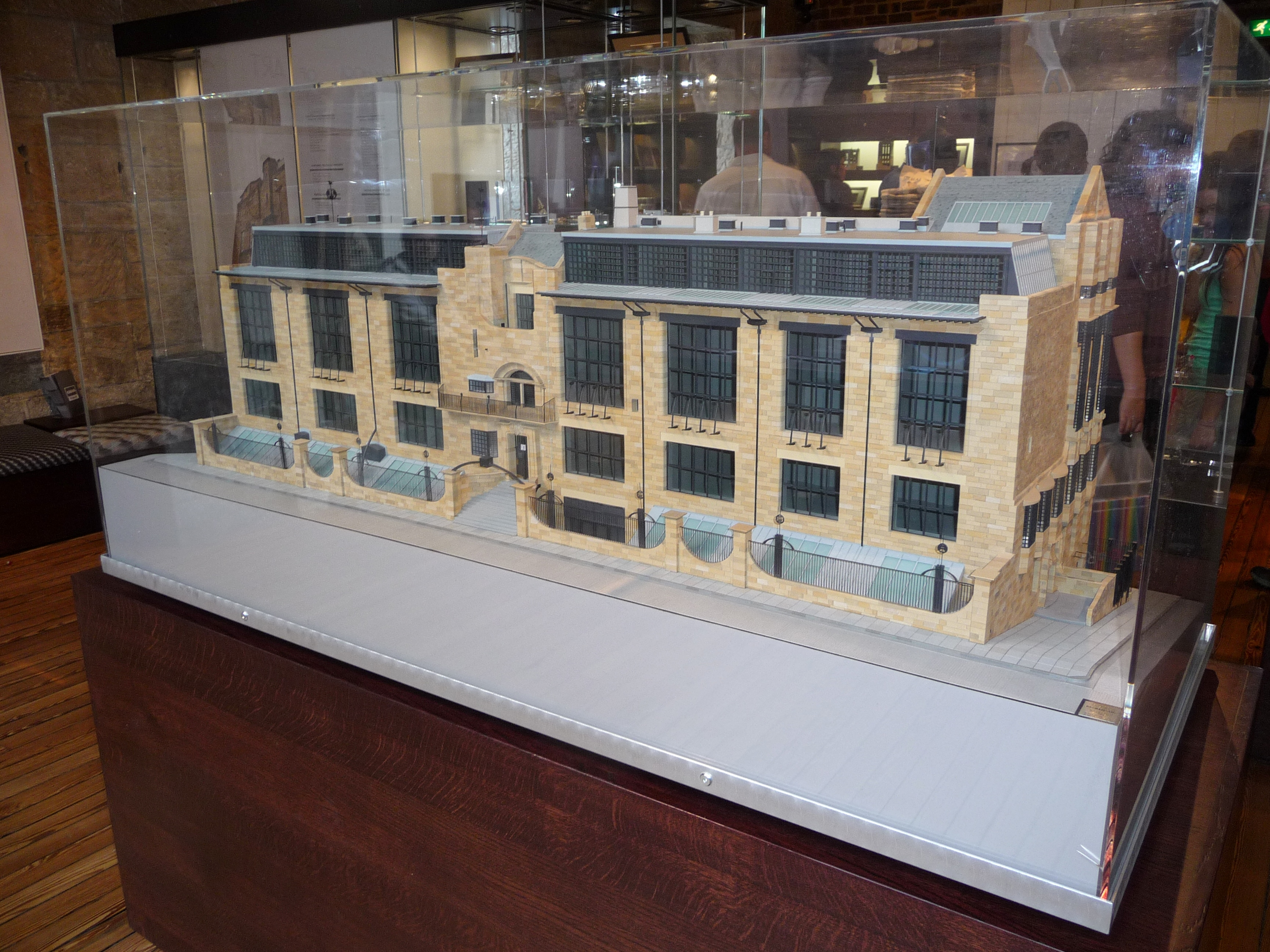
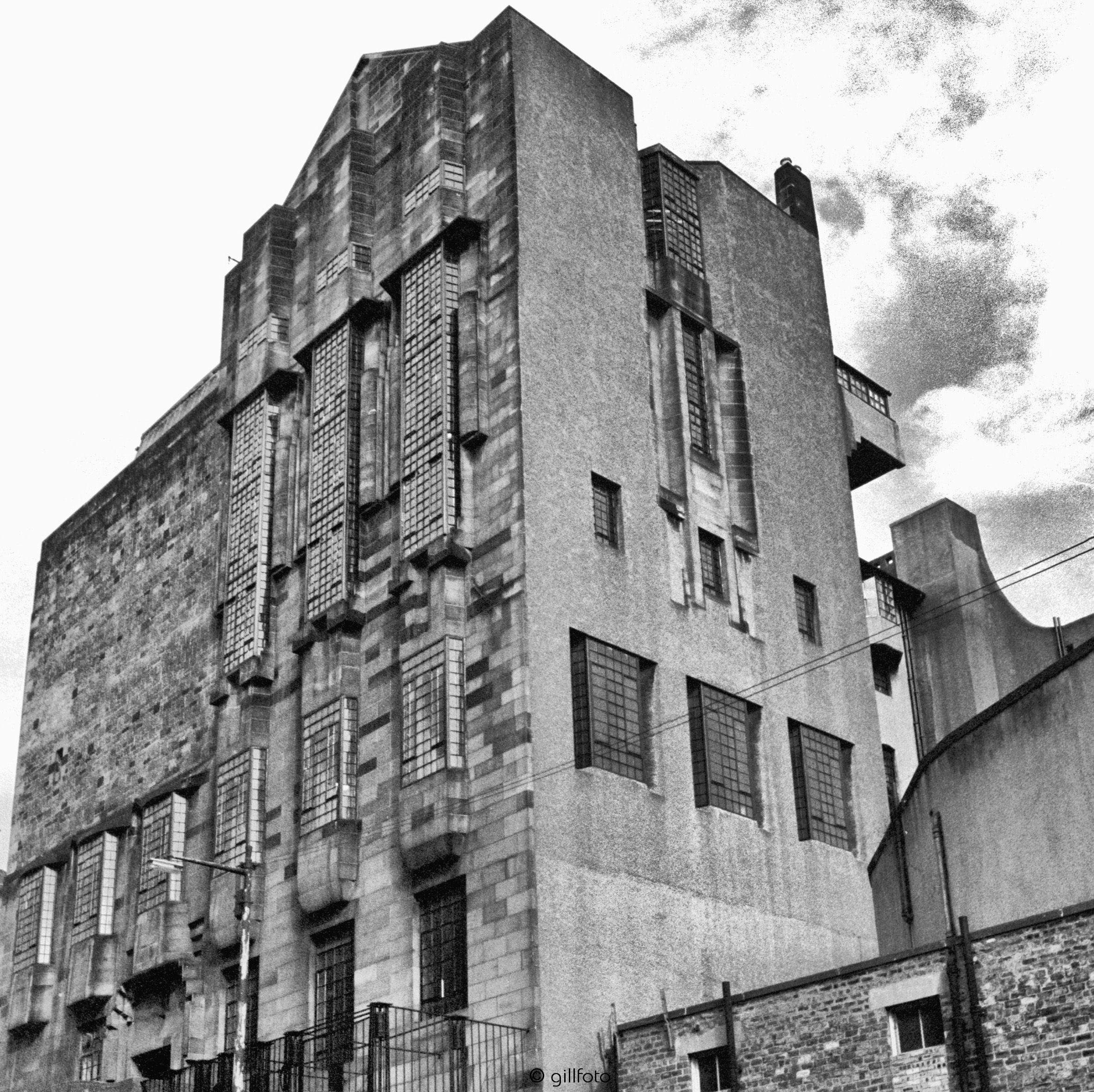
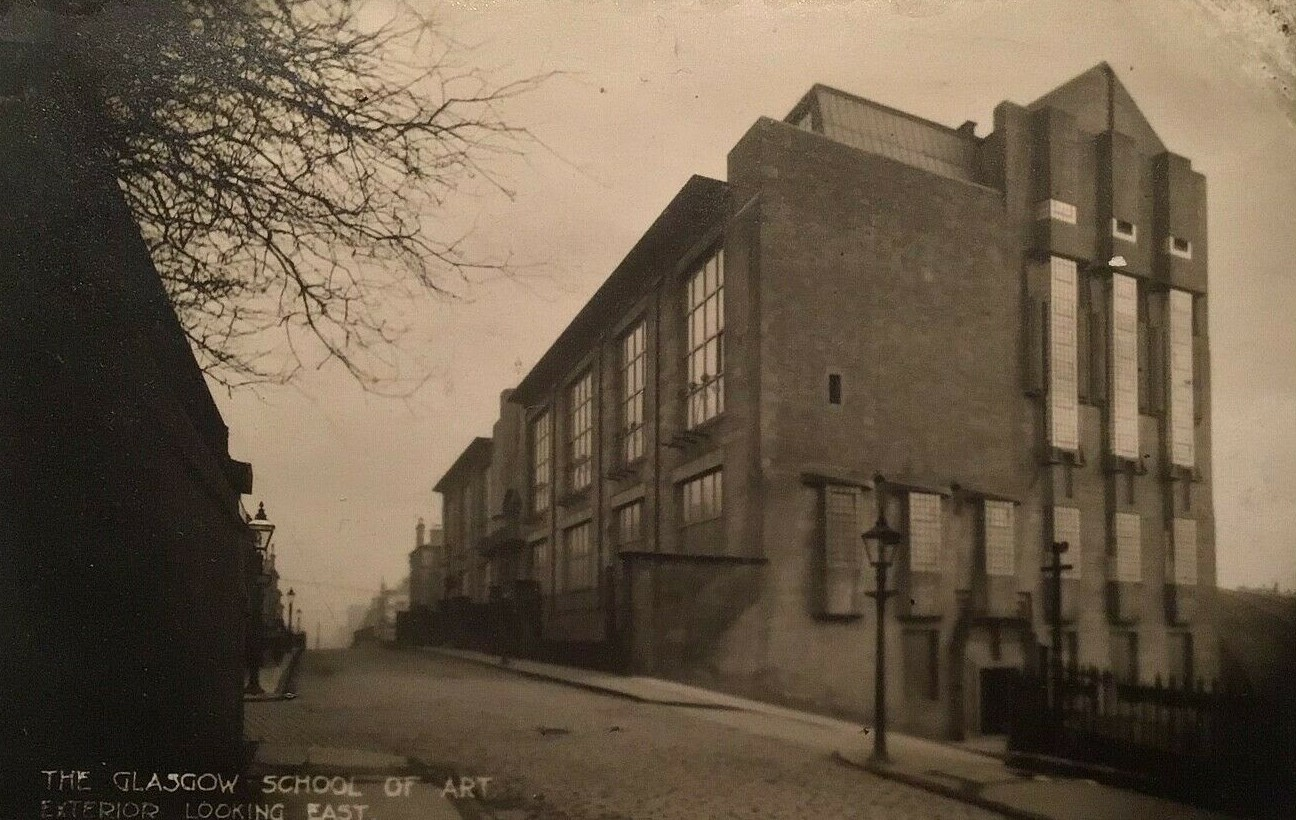